# Servando Gómez Martínez
Servando Gómez Martínez, auch bekannt als La Tuta („der Lehrer“) oder El Profe („der Professor“) (* 6. Februar 1966 in Arteaga, Michoacan, Mexiko) ist Gründer des Drogenkartells La Familia Michoacana und war bis zu seiner Verhaftung Führer des davon abgesplitteten Tempelritter-Kartells (Caballeros Templarios).

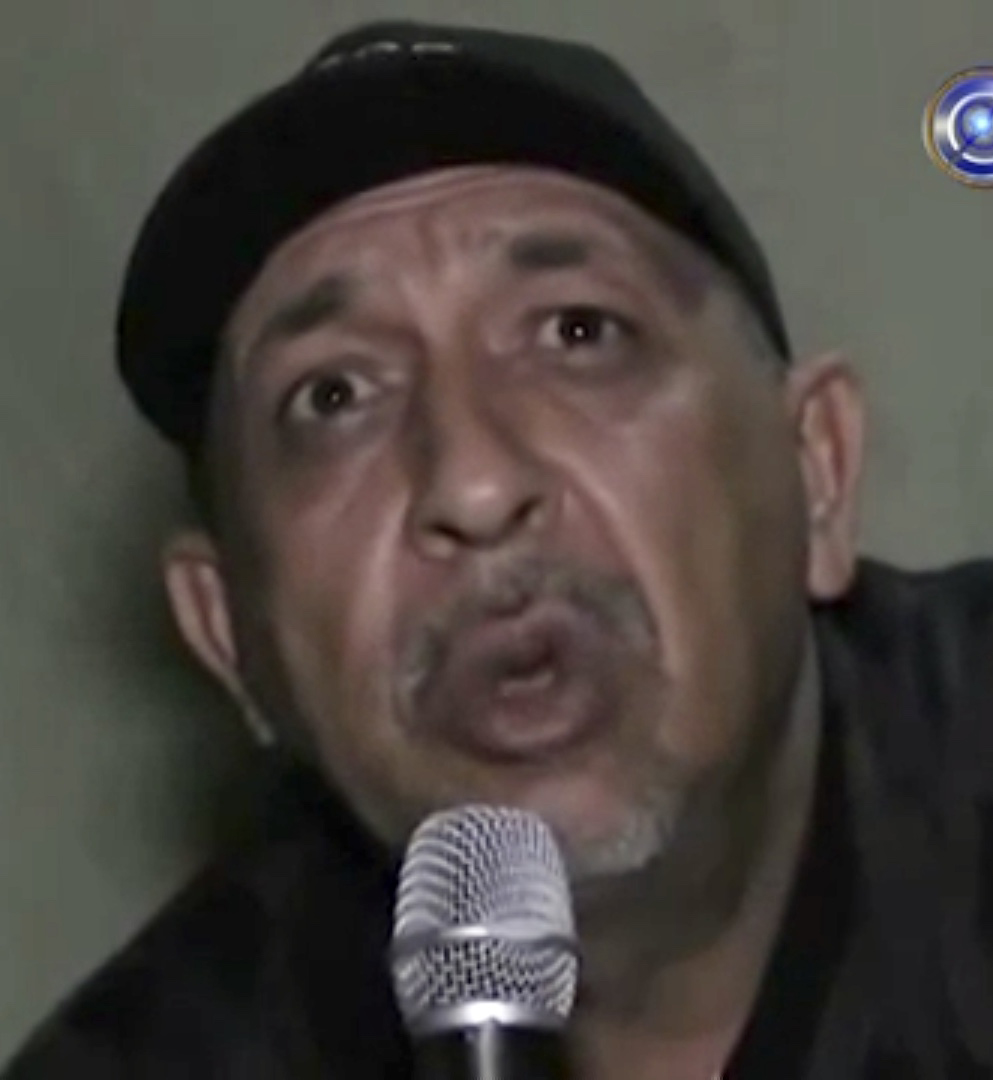
Servando Gómez Martínez

## Kriminelle Karriere
Gómez war Grundschullehrer in Arteaga, deshalb seine Spitznamen „La Tuta“ oder „El Profe“ Er figuriert auf der von der mexikanischen Regierung 2009 veröffentlichten Liste der 37 meistgesuchten Drogenbosse. Er gehört zum neuen Typus der Narco-Bosse, welche die Öffentlichkeit nicht scheuen, in nationalen und internationalen Medien Interviews geben oder Videos auf Youtube veröffentlichen und sich per Twitter äußern.

## Verhaftung
Die mexikanischen Sicherheitskräfte starteten im Jahr 2014 eine Großfahndung nach Gómez. Die Generalstaatsanwaltschaft setzte ein Kopfgeld von 30 Millionen Pesos auf ihn aus. Mit Hilfe bewaffneter Bürgerwehren wurde er vor allem in der Region der Terra Caliente, gesucht. Am 21. Juni 2014 wurde sein Sohn Huber Gómez Patiño von Einheiten der Bundespolizei in Arteaga verhaftet. Am 27. Februar 2015 wurde Gómez ohne Gegenwehr von Angehörigen der Bundespolizei in Morelia festgenommen.